# Saunasaari (ö i Kajanaland, Kehys-Kainuu, lat 64,72, long 28,61)
Saunasaari är en ö i Finland. Den ligger i sjön Hyrynjärvi och i kommunen Hyrynsalmi i den ekonomiska regionen  Kehys-Kainuu  och landskapet Kajanaland, i den centrala delen av landet, 500 km norr om huvudstaden Helsingfors. Öns area är 0,7 hektar och dess största längd är 150 meter i öst-västlig riktning.